# Corydoras gomezi
Corydoras gomezi är en fiskart som beskrevs av Castro, 1986. Corydoras gomezi ingår i släktet Corydoras och familjen Callichthyidae. Inga underarter finns listade i Catalogue of Life.